# Tour de Romandía 1960
La 14.ª edición del Tour de Romandía se disputó del 12 de mayo al 15 de mayo de 1960 con un recorrido de 722 km dividido en 5 etapas, con inicio y fin en Nyon.
El vencedor fue el francés Louis Rostollan, cubriendo la prueba a una velocidad media de 37,3 km/h.

## Etapas[1]
| Etapa | Recorrido                  | Km  | Ganador           |
| 1.ª   | Nyon-Montana               | 164 | Romeo Venturelli  |
| 2.ª   | Montana-Estavayer-le-Lac   | 203 | André Darrigade   |
| 3.ª   | Estavayer-le-Lac-Colombier | 216 | Rizzardo Brenioli |
| 4.ªa  | Colombier-Morges           | 103 | André Darrigade   |
| 4.ªb  | Morges-Nyon                | 36  | Jacques Anquetil  |

## Clasificaciones
Así quedaron los diez primeros de la clasificación general de la segunda edición del Tour de Romandía
| \| 1. \| Louis Rostollan \| Francia \| 19h21'31" \| \| \| 2. \| Edouard Delberghe \| Francia \| + 2'26" \| \| \| 3. \| Jos Hoevenaers \| Bélgica \| + 4'20" \| \| \| 4. \| Ezio Pizzoglio \| Italia \| + 10'53" \| \| \| 5. \| Attilio Moresi \| Suiza \| + 11'54" \| \| \| 6. \| Kurt Gimmi \| Suiza \| + 13'54" \| \| \| 7. \| Angelo Conterno \| Italia \| + 14'28" \| \| \| 8. \| Jacques Anquetil \| Francia \| + 15'04" \| \| \| 9. \| Romeo Venturelli \| Italia \| + 15'18" \| \| \| 10. \| André Darrigade \| Francia \| + 16'26" \| \| |                   |         |           |  |
| 1. | Louis Rostollan   | Francia | 19h21'31" |  |
| 2. | Edouard Delberghe | Francia | + 2'26"   |  |
| 3. | Jos Hoevenaers    | Bélgica | + 4'20"   |  |
| 4. | Ezio Pizzoglio    | Italia  | + 10'53"  |  |
| 5. | Attilio Moresi    | Suiza   | + 11'54"  |  |
| 6. | Kurt Gimmi        | Suiza   | + 13'54"  |  |
| 7. | Angelo Conterno   | Italia  | + 14'28"  |  |
| 8. | Jacques Anquetil  | Francia | + 15'04"  |  |
| 9. | Romeo Venturelli  | Italia  | + 15'18"  |  |
| 10. | André Darrigade   | Francia | + 16'26"  |  |